# Révolte de Mytilène
Guerre du Péloponnèse
Batailles
- Sybota
- Potidée
- Chalcis
- Patras
- Naupacte
- Mytilène
- Tanagra
- Étolie
- Olpae
- Idomene
- Pylos
- Sphactérie
- Délion
- Amphipolis
- Mantinée
- Mélos
- Expédition de Sicile
- Symi
- Érétrie
- Cynosséma
- Abydos
- Cyzique
- Notion
- Arginuses
- Aigos Potamos

La révolte de Mytilène trouve son origine en 428 av. J.-C.. Cette cité fait défection de la Ligue de Délos, en raison de l'augmentation du phoros (« tribut »). Elle profite de son importance au sein de l'île de Lesbos pour tenter de former un synœcisme avec les autres cités insulaires en juin 428 av. J.-C..
La réaction d'Athènes ne se fait pas attendre, les Athéniens assiègent la ville ; une trahison interne permettra l'ouverture des portes à l'été 427 av. J.-C.. Il est décidé que le cas de Mytilène deviendrait un exemple pour les membres de la Ligue de Délos tentés par la défection. Pour ce faire, Cléon décide d’exécuter tous les hommes ainsi que de réduire en esclavage femmes et enfants. Toutefois, devant la cruauté de cette mesure, Diodote, citoyen athénien, fait changer d'avis l’ecclesia le lendemain de la décision d'origine. Une trière est alors affrétée pour faire part du changement d'avis ; le massacre est évité de justesse.
Les Athéniens vont néanmoins détruire les murs de la ville, confisquer les navires, et donner une partie du territoire de l'île aux clérouques athéniens.

## Sources
- Michel Debidour, Les Grecs et la guerre : Ve – IVe siècle, L'Art de la guerre, éditions du Rocher, 2002.
- Thucydide, La Guerre du Péloponnèse [détail des éditions] [lire en ligne] (III)